# Арлазоров, Ян Майорович
Ян Ма́йорович (Яков Ма́ерович, Ме́ерович) Арлазо́ров (26 августа 1947, Москва — 7 марта 2009, Москва) — советский и российский актёр театра и кино, радиоведущий, юморист, артист эстрады. Заслуженный артист Российской Федерации (1997), лауреат Всероссийского конкурса артистов эстрады.

## Биография

### Детство и юность
Родился в Москве 26 августа 1947 года в еврейской семье. Отец — Меер Шмульевич Шульруфер (17.09.1923 — 09.11.2012) — уроженец еврейской земледельческой колонии Новополтавка, адвокат, участник Великой Отечественной войны (лейтенант медицинской службы, начальник медицинского снабжения 12-го отдельного медсанбата 1-й гвардейской воздушно-десантной дивизии), мать — Раиса Яковлевна Арлазорова (21.06.1923 — 14.03.1998) — врач-хирург, родом из Харькова (Ян носил фамилию матери). Младший брат — Леонид Маерович Шульруфер (род. 8 марта 1956) — кандидат технических наук, выпускник РГУ нефти и газа (1977).

«Моя мама — хирург. Она была удивительно красивой женщиной. Наверное, для каждого человека его мама — самая-самая, но моя действительно была самой-самой… У них с папой была необыкновенная любовь. Папа мальчишкой ушёл на фронт, прошёл всю войну десантником. Он очень мужественный, несгибаемый человек, удивительно честный и порядочный. После войны папа стал адвокатом. Всё, что есть во мне хорошего, — от моих родителей. Мой младший брат, я старше его на 9 лет, — кандидат математических наук. Брата я всегда очень любил и люблю, хотя по характеру мы очень разные».
Актёром был его двоюродный дед, который работал в Театре имени Вахтангова.
В школе, куда ходил Ян, был первый в Москве школьный театр. По словам Арлазорова, у него была замечательная учительница, которая позволяла делать всё, чтобы самовыразиться. И уже с младших классов он мечтал стать актёром. Поскольку в детстве был очень толстым, стал заниматься спортом — борьбой, плаванием (стал кандидатом в мастера спорта), теннисом.
Ян окончил Щукинское театральное училище (1969), вместе с Н. Руслановой, А. Л. Кайдановским, Л. Филатовым, Н. С. Гурзо, В. А. Качаном, И. В. Дыховичным, А. А. Вертинской, А. С. Халецким.

### Карьера
Работал в Центральном детском театре. С конца 1970-х годов работал в театре имени Моссовета, в начале 1990-х годов перешёл на эстраду.
Был артистом Московского концертного объединения «Эстрада» при «Москонцерте».
В конце 1990-х вёл на радиостанции «Авторадио» передачу «Народная скорая помощь» под псевдонимом «доктор Арла Zorro». Ему звонили радиослушатели со всей страны, чтобы рассказать о своей беде в надежде на помощь.
Снялся в нескольких фильмах. Работал в программе «Аншлаг» вместе с такими юмористами, как Геннадий Ветров, Юрий Гальцев, Елена Воробей, Сергей Дроботенко.
В 1995 году завоевал «Кубок Аркадия Райкина» на Международном Фестивале «More Smeha» в г. Рига.
Арлазоров — актёр-импровизатор разговорного жанра, обращался к зрителю напрямую, вовлекая в сценическое действо. Его коронной фразой стало обращение к зрителю: «Эй, мужик!».
Монологи артист писал, как правило, сам, но прибегал и к помощи профессиональных эстрадных драматургов — Анатолия Трушкина, Семёна Альтова, Ефима Смолина, Марьяна Беленького, Александра Дудоладова, Олега Солода.

### Личная жизнь и последние годы

Могила Арлазорова на Востряковском кладбище

Был женат на актрисе театра и кино Ёле Санько. В этом браке была рождена дочь — Алёна (Елена) Санько, ставшая адвокатом. Этот брак просуществовал недолго.
Людмила Карчевская — гражданская жена, прожили вместе более 20 лет. Общих детей не было.
С 2007 года прошёл несколько курсов лечения от онкологического заболевания. В Германии ему сделали операцию, которая лишь на время облегчила страдания.
Умер 7 марта 2009 года, на 62-м году жизни, в Москве.
Прощание с Яном Арлазоровым состоялось в Государственном театре эстрады.
11 марта был похоронен на Востряковском кладбище (50 уч.) в Москве.
В день 63-летия со дня рождения артиста на его могиле был открыт памятник, который представляет собой установленный на постамент бронзовый круг с его рельефным изображением.
В 2011 году об Арлазорове был снят документальный фильм «Ян Арлазоров. Народный мужик России».

## Работы

### Театр
ЦДТ:
- Олег Павлов — «Санька», Константин Лапин (1969);
- Работник космической службы — «Первая тройка, или Год 2001-й», Сергей Михалков (1970, реж. Лев Машлятин);
- Лейтенант Феррари — «Итальянская трагедия», А.Штейн по мотивам романа Э. Л. Войнич «Овод» (1971, реж. Владимир Дудин);
- Северный олень — «Снежная королева», Евгений Шварц (1971, реж. Лев Машлятин);
- Шакал — «Чинчрака», Георгий Нахуцришвили (1972, реж. Леонид Эйдлин).

Театр имени Моссовета
- Франсуа — «Двери хлопают»;
- Режиссёр — «Шум за сценой»;
- Данаев — «Цитата»;
- Перкинс — «Суд над судьями»;
- Посетитель ресторана — «Вечерний свет».

### Фильмография
- 1972 — Хроника ночи — Пеппи
- 1980 — Пиф-паф, ой-ой-ой — режиссёр (озвучивание)
- 2006 — Карнавальная ночь 2, или 50 лет спустя
- 2006 — Весёлые соседи

### Книга
- «Яньки: книга мудрости Яна Арлазорова» (2004) .ISBN 5990032315, ISBN 9785990032316

## Награды
- 2 августа 1997 — Заслуженный артист Российской Федерации — за заслуги в области искусства[15]
- 27 апреля 2001 — Заслуженный артист Автономной Республики Крым — за высокое профессиональное мастерство, большой личный вклад в пропаганду русской культуры и развитие многонациональной культуры Крыма, активное участие в Днях культуры Москвы в Автономной Республике Крым[16].
- 17 марта 2008 — Орден Почёта — за большие заслуги в развитии отечественной культуры и искусства, многолетнюю плодотворную деятельность[17].